# Siphonogorgia alba
Siphonogorgia alba är en korallart som beskrevs av Huzio Utinomi 1960. Siphonogorgia alba ingår i släktet Siphonogorgia och familjen Nidaliidae. Inga underarter finns listade i Catalogue of Life.